# Podnoszenie ciężarów na Letnich Igrzyskach Olimpijskich 2004 – waga lekkociężka mężczyzn
Rywalizacja w wadze do 85 kg mężczyzn w podnoszeniu ciężarów na Letnich Igrzyskach Olimpijskich 2004 odbyła się 21 sierpnia Hali Olimpijskiej Nikea. W rywalizacji wystartowało 21 zawodników z 19 krajów. Tytułu sprzed czterech lat nie obronił Grek Piros Dimas, który tym razem zajął trzecie miejsce. Nowym mistrzem olimpijskim został Gruzin Giorgi Asanidze, a srebrny medal wywalczył Andrej Rybakou z Białorusi.

## Wyniki
| Pozycja | Zawodnik              | Reprezentacja     | Grupa | Waga  | Rwanie | Rwanie | Rwanie | Podrzut | Podrzut | Podrzut | Wynik |
| Pozycja | Zawodnik              | Reprezentacja     | Grupa | Waga  | 1      | 2      | 3      | 1       | 2       | 3       | Wynik |
| ------- | --------------------- | ----------------- | ----- | ----- | ------ | ------ | ------ | ------- | ------- | ------- | ----- |
| 1. !    | Giorgi Asanidze       | Gruzja            | A     | 84,28 | 172,5  | 177,5  | 180,0  | 202,5   | 205,0   | 207,5   | 382,5 |
| 2. !    | Andrej Rybakou        | Białoruś          | B     | 84,58 | 175,0  | 180,0  | 183,0  | 195,0   | 200,0   | 202,5   | 380,0 |
| 3. !    | Piros Dimas           | Grecja            | A     | 83,15 | 170,0  | 175,0  | 175,0  | 202,5   | 205,0   | 207,5   | 377,5 |
| 4       | Jeorjos Markulas      | Grecja            | A     | 83,77 | 167,5  | 172,5  | 172,5  | 205,0   | 205,0   | 212,5   | 372,5 |
| 5       | Yuan Aijun            | Chiny             | A     | 83,97 | 167,5  | 172,5  | 172,5  | 205,0   | 215,0   | 215,0   | 372,5 |
| 6       | Alaksandr Aniszczanka | Białoruś          | A     | 83,69 | 170,0  | 170,0  | 170,0  | 200,0   | 210,0   | 210,0   | 370,0 |
| 7       | Tigran Martirosjan    | Armenia           | A     | 82,02 | 162,5  | 162,5  | 167,5  | 200,0   | 200,0   | 210,0   | 367,5 |
| 8       | Song Jong-shik        | Korea Południowa  | A     | 84,21 | 160,0  | 165,0  | 165,0  | 200,0   | 200,0   | 200,0   | 360,0 |
| 9       | Héctor Ballesteros    | Kolumbia          | B     | 83,70 | 152,5  | 152,5  | 157,5  | 192,5   | 197,5   | 200,0   | 355,0 |
| 10      | Oscar Chaplin         | Stany Zjednoczone | B     | 84,97 | 160,0  | 160,0  | 165,0  | 185,0   | 190,0   | 197,5   | 350,0 |
| 11      | Ułanbiek Mołdodosow   | Kirgistan         | B     | 83,65 | 150,0  | 150,0  | 160,0  | 175,0   | 185,0   | 192,5   | 342,5 |
| 12      | Richard Scheer        | Seszele           | B     | 84,74 | 140,0  | 140,0  | 142,5  | 160,0   | 165,0   | 165,0   | 305,0 |
| 13      | Meamea Thomas         | Kiribati          | B     | 84,24 | 120,0  | 125,0  | 130,0  | 155,0   | 162,5   | 162,5   | 292,5 |
| 14      | Julian McWatt         | Gujana            | B     | 84,69 | 115,0  | 120,0  | 125,0  | 140,0   | 147,5   | 155,0   | 272,5 |
| —       | David Matam           | Francja           | B     | 84,66 | 162,5  | 162,5  | 167,5  | 192,5   | 192,5   | 192,5   | —     |
| —       | Sergo Czachojan       | Australia         | A     | 84,15 | 175,0  | 175,0  | 177,5  | 205,0   | 205,0   | 207,5   | —     |
| —       | Hamza Abu-Ghalia      | Libia             | B     | 84,52 | 142,5  | 147,5  | 152,5  | 180,0   | 180,0   | 180,0   | —     |
| —       | Zaur Tachuszewow      | Rosja             | A     | 84,29 | 175,0  | 175,0  | 175,0  | —       | —       | —       | —     |
| —       | İzzet İnce            | Turcja            | A     | 83,45 | 175,0  | 175,0  | 175,0  | —       | —       | —       | —     |
| —       | Chaehoi Fatihou       | Komory            | B     | 81,72 | 80,0   | 80,0   | 80,0   | —       | —       | —       | —     |
| —       | Valeriu Calancea      | Rumunia           | A     | 84,35 | 160,0  | 160,0  | —      | —       | —       | —       | —     |